# Jorge Salgado
Jorge Salgado Parra (Chilpancingo de los Bravo, Guerrero; 28 de octubre de 1979) es un político mexicano, miembro del Movimiento Regeneración Nacional. Por elección popular, ha sido diputado local por el Distrito XV en su estado natal y diputado federal en la LXII Legislatura de la Cámara de Diputados del H. Congreso de la Unión.

## Trayectoria
Doctor en Derecho y político mexicano, diputado federal por el VII Distrito Electoral del Estado de Guerrero, ha sido secretario de la Comisión de Presupuesto y Cuenta Pública e Integrante de las Comisiones de Juventud, Deporte, Régimen, Reglamentos y Prácticas Parlamentarias y de la Comisión Especial de Conmemoración del Bicentenario del Congreso de Anáhuac y de los Sentimientos de la Nación en la LXII Legislatura de la Cámara de Diputados del H. Congreso de la Unión.
Sus estudios de nivel Básico y Medio Superior los realizó en las Instituciones Educativas de Chilpancingo de los Bravo, José María Morelos y Pavón (Primaria), Dr. Raymundo Abarca Alarcón (Secundaria) y Colegio de Bachilleres Plantel n.º 1 (Bachillerato).
Es Licenciado en Derecho por la Universidad Anáhuac del Sur en la Ciudad de México. Realizó sus estudios de posgrado y doctorado en la Universidad Complutense de Madrid recibiendo el título de doctor en Derecho en noviembre de 2006.
En la vida académica se ha desempeñado como catedrático en la Universidad Complutense de Madrid y la Universidad Americana de Acapulco y ha sido ponente en el Instituto de Investigaciones Jurídicas de la UNAM, en la Universidad Autónoma de Guerrero, la mencionada Universidad Complutense de Madrid, así como en la Universidad Del Valle de Puebla y en el H. Congreso del Estado de Guerrero.
Participó como coautor del libro “El delito de intrusismo” publicado por Editorial Rústica de Madrid, España en el 2005.
Como abogado se ha desempeñado en la iniciativa pública como Agente del Ministerio Público en la Procuraduría General de Justicia del Estado de Guerrero en el 2003 y en el sector privado en los bufetes de abogados Nassar Daw y Asociados; y Coello Trejo y Asociados hasta principios de 2008.
En 2008 contiende para la diputación local del Distrito XV con cabecera en Chilpancingo de los Bravo, Guerrero, por el Partido Revolucionario Institucional (PRI) ganando por elección popular durante los comicios realizados en julio del mismo año.
En enero del 2011, se une al proyecto “Guerrero nos une” apoyando al entonces candidato a gobernador del Estado, Ángel Aguirre Rivero.
Como integrante de la Quincuagésima Novena Legislatura, Jorge Salgado Parra se desempeñó como Presidente de la Comisión de Asuntos Políticos y de Gobernación y en abril del 2011 fue nombrado Coordinador de la Representación Independiente del Congreso del Estado de Guerrero, quienes conforman la tercera fuerza política en el Congreso Local.
En 2012 contiende para la diputación federal del VII Distrito con cabecera en Chilpancingo de los Bravo, Guerrero, por el Partido de la Revolución Democrática (PRD) ganando por elección popular durante los comicios realizados en julio del mismo año.
En 2015 se reincorpora al Partido Revolucionario Institucional, en la campaña a gobernador del Estado de Guerrero, Héctor Astudillo Flores.
Desde el 29 de octubre de 2015 fue nombrado por el gobernador Héctor Astudillo Flores, como director general del Instituto Estatal para la Educación de Jóvenes y Adultos de Guerrero (IEEJAG)
El 6 de mayo de 2021 deja las filas del Partido Revolucionario Institucional y se suma al partido Movimiento Regeneración Nacional.

## Trabajo Legislativo
Como diputado federal, Jorge Salgado Parra ha gestionado obras como son la construcción de tramo carretero Coapango-San Vicente, la modernización del camino Carrizalillo- Amatitlán, modernización de la carretera Tixtla- Chilapa, la construcción del camino Tixtla-Mochitlán, el tramo carretero Mochitlán- Coaxtlahuacán, para la rehabilitación de la carretera Petaquillas- Grutas de Juxtlahuaca, la modernización del tramo Chilpancingo- Omiltemi, Jaleaca de Catalán- Cruz de Ocote, la modernización del tramo carretero Filo de Caballos- Puerto del Gallo- Yextla, la modernización del tramo carretero Ocotito- Tlahuizapa- Coacoyulillo- Jaleaca de Catalán, la ampliación en la infraestructura carretera Mazatlán- El Salado y Ramal a la Lagunilla, la modernización del tramo Carrizal-Zapote, la carretera Providencia-Santa Rosa, el tramo Santa Rosa- San Miguel, la rehabilitación de la carretera Pénjamo- Huertecillas-Pozas- El Terrero, para la rehabilitación del tramo carretero Quechultenango-Santa Cruz- Pueblo Viejo.
En el rubro de educación, gestionó para el Fondo de Aportaciones para la Educación Básica y Normal (FAEB), un incremento que logrará mantener todas las prestaciones y aguinaldos de los maestros.
Como parte de las peticiones que recibió durante su campaña para diputado federal, ha gestionado la rehabilitación del libramiento interior Chilpancingo- Tixtla en su primera y segunda etapa, la construcción del nuevo mercado en Tixtla y la construcción de la Unidad Deportiva en Mochitlán.
Con motivo de las intensas lluvias que afectaron al Estado de Guerrero durante el mes de abril de 2014, avaló las propuestas de reforma a la Ley General de Protección Civil y emitió un exhorto para incluir a Chilpancingo dentro de los municipios afectados a fin de recibir los recursos pertinentes del Fondo de Desastres Naturales (Fonden) para la reconstrucción de las zonas afectadas.